# 바다 (가수)
바다(본명: 최성희,  본래 1980년 2월 28일 ~ )는 대한민국의 가수이다.

## 생애
- 1997년 11월 28일 SM 엔터테인먼트 최초의 걸 그룹 S.E.S.의 멤버로 연예계에 데뷔하였다.[1]
- 바다는 1980년 2월 28일 경기도 시흥군에서 태어났다.[2]
- 종교는 천주교, 세례명은 비비안나이며 독실한 천주교인으로 유명하기도 하다.
- 2002년 S.E.S. 해체 이후 곧이어 2003년 1집 《A Day of Renew》를 통해 솔로가수로서 첫 발을 내딛었으며 〈Music〉, 〈Somehow Somewhere〉, 〈Aurora〉, 〈Eyes〉, 〈V.I.P〉, 〈GoGoGo〉, 〈Queen〉, 〈Mad〉 등의 노래로 활발한 가수 활동을 이어나갔다.
- 1980년 2월 28일 에 전라남도 완도군 완도읍에서 태어나서 경기도 시흥시에서 성장을 했다.

- 2003년 9월 뮤지컬 《페퍼민트》로 여자 아이돌 최초로 뮤지컬 배우로 전향하였다.[3]
- 2007년 11월에는 뮤지컬 《텔 미 온 어 선데이》, 《노트르담 드 파리》를 통해 뮤지컬 배우로서 입지를 확고히 하였다.
- 2008년에는 《노트르담 드 파리
》에서 좋은 연기를 보여준 결과 더 뮤지컬 어워즈에서 여자 인기상을 수상하였고 한국 뮤지컬 대상에서는 생애 최초로 여우 신인상을 수상하는 쾌거를 이루어냈고 인기 스타상도 수상하였다.
- 연이어 2009년에는 뮤지컬 《미녀는 괴로워》에서 좋은 연기를 보여준 결과 2009년 더 뮤지컬 어워즈에서 생애 최초로 여우 주연상을 수상하는 쾌거를 이루어냈고, 한국 뮤지컬 대상에서는 인기상을 수상하였다.
- 2014년에 제6회 Seoul Success Awards에서는 생애 최초로 뮤지컬 대상을 수상하는 쾌거를 이루어냈다.

- 2009년 8월에는 가수로 컴백하여 4집 《바다를 바라보다...》를 발매하여 타이틀 곡 〈Mad〉로 왕성한 활동을 펼쳤고 이후로는 계속 뮤지컬 활동에 전념하였다.
- 뮤지컬 활동에 전념하면서도 드라마 O.S.T, 피쳐링, 디지털 싱글 앨범 발매, 《불후의 명곡》 등을 통해서 가수로서의 모습도 꾸준히 보여주며 대중과 소통하고 있다.
- 2016년 6월 13일 정오에 음원 사이트를 통해 미니 앨범 《Flower》가 발매되었다.
- 2017년 12월 31일 데뷔 20주년 기념 단독 콘서트를 개최하였다.

## 학력
- 도창초등학교 (졸업)
- 소래중학교 (졸업)
- 안양영화예술고등학교 연극영화과 (졸업)
- 단국대학교 연극영화과 98학번 (졸업)

## 약력
바다는 1980년 2월 28일 에 전라남도 완도군 완도읍에서 태어나서 경기도 시흥시에서 성장을 했다.
바다는 안양예고 재학 시절 교내 축제무대에 선 것을 계기로 이수만에 의해 발탁되었다. 원래 바다는 뮤지컬 배우를 꿈꿨으나 아버지의 병환으로 집안 형편이 어려워지면서 대학 진학이 어려운 상황에 놓이게 되었는데, 이수만이 대학 학비 전액을 지원해 주면서 고등학교 때부터 가수 준비를 하게 됐다. 당시 바다는 SM 오디션에서 장혜진의 〈내게로〉를 불러 합격했는데, 이러한 인연으로 자신의 솔로 3집 앨범 《Made In Sea》에 〈내게로〉를 리메이크해서 싣기도 했다. 참고로 바다는 데뷔 전 김건모, 신승훈을 배출한 덕윤산업의 오디션을 봤으나 계약까지 성사되지는 않고 가수 홍경민과 함께 관리 대상으로 낙점받았다고 한다.

## 활동

### 1997년~2002년: S.E.S. 시절 바다의 개인 활동과 팀 해체
- 1990년대 후반 1997년 후반 은 아이돌 그룹의 전성기였다.
- 1990년대 후반 1997년 후반 은 아이돌 그룹의 전성기였던 H.O.T.와 젝스키스, S.E.S.와 핑클은 가장 대표적이었던 아이돌 그룹이었고 서로 라이벌관계를 통해서 1990년대 한국 가요계의 황금기를 이끌었다.
- 하지만 2000년대 초반 2002년초반 에 들어서면서 그들은 한계를 드러내며 하나둘씩 (원치않는) 해체수순을 밟았다.

- S.E.S.는 2002년, 5집《Choose My Life-U》라는 의미심장한 앨범타이틀로 컴백했을 당시, '다시 돌아봤을 때 S.E.S.의 이름이 부끄럽지 않게, 정상의 자리에서 아름답게 S.E.S.를 마무리하자'는 생각을 해체 전 여러 인터뷰에서 밝혔으며, 그 누구보다 아이돌의 한계를 잘 알고 있었던 그녀들이었기에, 그 아이돌의 한계에서 벗어나기 위해서 음악적으로도 노력하는 모습을 보여줬다.

- S.E.S.의 해체는 팀의 불화로 인해 해체되거나, 기획사와 가수간의 다툼으로 인해 해체되는 사례와는 달랐다.
- 해체 후 10년 뒤 바다에 의해 알려진 사실은 이수만의 장학금으로 대학을 나올 수 있었다고 하였다.
- S.E.S의 중심에는 늘 바다가 있었다.
- 데뷔 초에는 배우 '최지우'와 닮았다는 말을 들을 정도로 청순한 여고생의 이미지를 부각시켰으며, 무엇보다 S.E.S. 시절부터 보인 탁월한 가창력은, 그녀의 솔로 제안도 이미 조심스럽게 이야기되고 있을 수 밖에 없었다.

- S.E.S.의 5집 활동부터 이미 타 멤버들은 개인활동(연기와 뮤지컬)을 시작했지만, 유독 바다는 음악에만 집중하는 모습을 보여줬다.
- SM과의 계약이 만료되기 몇 년 전부터 SMTOWN의 계절음반 뮤직비디오에 바다의 참여가 점차 없어지기 시작했으며, 이유를 자세히 알 순 없지만 어쨌건 SM에서의 바다의 개인활동은 거의 없었다.

- 그녀는 2002년 "목소리를 닮고 싶은 여자가수" 1위에 선정되기도 했다.

### 2003년: 정규 1집A Day of Renew
전 기획사(SM)에서 나온 바다는 2003년 1월 웅진코웨이개발 (주)  미디어사업부문(구 (주) 웅진미디어(구))과 5억원에 전속계약을 맺었다. 그녀는 2003년 3월 중순 미국 LA 뉴캐슬 스튜디오에서 그렉 라슨, 조이 카본, 한국의 신상호 등과 함께 솔로앨범 녹음작업에 전념했다. 
참고로 웅진코웨이개발 미디어사업부문은   음반제작만을 하던 기업이었지만 바다를 영입하며 가요계 매니지먼트까지 사업범위를 확장했고 2003년 5월  웅진코웨이개발에서 분리되어 (주) 웅진미디어(신)로  설립됐으나 2006년 2월 청산됐는데 교육출판 및 음반사업을 영위했다.
- 그녀는 뮤지컬 《페퍼민트》에서 여주인공을 맡아 유명 배우 남경주와 함께 공연을 선보이기도 했다.

솔로 데뷔 앨범 《A DAY OF RENEW》는 2003년 10월 23일 발매됐다. 
- 〈Music〉으로 연예계에 화려하게 컴백한 그녀는 연예오락 프로그램보다 주로 음악프로그램(생방송 음악캠프, 윤도현의 러브레터 등)과 라디오 방송활동에 치중했다.
- 그러나 1집 타이틀곡〈Music〉이 조금 저조한 반응을 보이자 대중을 의식해 곧이어 후속곡〈Somehow, Somewhere〉으로 활동했다.

- 아이돌 그룹에서 솔로로 전향을 할 때면 대다수의 사람들이 기대하듯이 바다의 홀로서기는 2003년 하반기 가요계의 최대 관심사였다.
- 먼저 솔로 신고식을 치른 유진뿐만 아니라 이 외의 많은 아이돌 가수들은 큰 변화가 필요한 시기에 음악적 방향을 달리했었다.
- 하지만 바다는 타이틀곡 뿐만 아니라 앨범 전체적으로 S.E.S.시절의 음악을 기준으로 확대 발전해 나가는 양상을 보였다.
- 그녀는 한 기사에서 "정적인 발라드 혹은 R&B 가수로 전환하기보다는 나이가 들어도 정열적으로 무대에서 노래하는 마돈나(Madonna)와 자넷 잭슨(Janet Jackson)처럼 되고 싶다"고 말했다.

- 바다가 직접 작사한 타이틀곡 'Music'은 바다의 그런 음악관을 담았다.
- 타이틀 뿐 아니라 그녀의 새로운 시작에 어울리는 '새로운 날에', 소울펑키 곡 'Dream maker', 그리고 유로 댄스 풍의 'Be mine tonight' 등도 S.E.S.의 음악과 연계시킬 수 있는 성질의 곡들이었다.
- 첫 솔로앨범의 의미는 비단 음악 스타일과 노래에만 있지는 않은데, 신상근와 함께 공동 프로듀스를 하면서 바다의 강한 욕심을 담은 첫 솔로 앨범은 가요계를 섹슈얼리티로 도배하게 만든 시대적 상황과 묘한 경쟁 구도에 놓이게 됐다.

### 2004년: 정규 2집Aurora/Happy Face
2집 《Aurora/Happy Face》는 2004년 9월 24일 발매됐다. 그녀는 앨범발매 기념 쇼케이스를 통해 활동을 시작했다. 2집 앨범은 MISIA, 히라이 겐, 케미스트리, 스피드, 보아 등의 앨범을 프로듀싱했던 마쯔바라 켄을 필두로 무라야마 신이치로, 이마이 료스케, 우루, DJ 유타카 등 일본의 대형 프로듀서가 참여하여 발매 이전부터 화제가 됐다. 또한 바다가 전곡을 작사하고, 7곡을 작곡하는 등 아티스트로서의 면모 또한 보여준 첫 번째 앨범이라 할 수 있다. 2집에서 그녀는 아이돌 스타의 한계를 극복하기 위해 그 어느 때보다 많은 노력을 쏟았다. 1집과 마찬가지로 2집에서도 바다는 S.E.S.시절의 지르는 창법을 쓰지 않아서, 목소리에 힘을 빼고 곡에 맞추어 목소리를 달리 내려 노력했다.
1집과는 다르게 2집은 일본에서 작업해 J-pop 분위기의 곡들이 많았다(Happy Face, 오로라, Eyes, Into you 등). 또한 2집에서도 대중성과는 거리가 먼 실험적인 곡들이 많았다고 볼 수 있다. 타이틀 곡 선정에 있어서는 무라야마 신이치로가 작곡한 J-pop 풍의 댄스곡〈Happy face〉(무라야마 신이치로가 자넷 잭슨(Janet Jackson)에게 주려고했던 곡)와 마츠바라 켄이 작곡한 발라드 넘버〈오로라〉가 마지막까지 경쟁했다고 전해진다.
바다는 2집 컴백 바로 전에 쇼케이스를 열어 짧게 자른 헤어스타일을 보여줬는데 헤어스타일에서 느껴지듯이 자기 자신의 이미지와 노래 스타일에 대해서 많은 변화를 시도했지만 대중들의 반응은 1집 보다 더욱 냉담했다. 또한 바다의 소속사인 웅진미디어(플라이젠)가 갑작스럽게 음반산업을 접게 됨에 따라 2집 후속곡 <Eyes> 활동부터 소속사를 모두 엔터테인먼트(ELS)로 이적하게 되었고 별다른 소득없이 바다의 2집 활동은 흐지부지 되어버리고 말았다.

### 2005년: 절친이은주의 죽음과 휴식기
배우 이은주(99학번)는 바다의 단국대학교(98학번) 연극영화학과 후배지만, 그녀와는 같은 1980년생 동갑의 단짝 친구였다. 이은주는 2005년 2월 22일 오후 자택 드레스룸에서 숨진 채 발견됐다. 이은주의 자살 소식에 바다는 22일 한 전화통화에서 "왜 그랬는지 믿을 수 없다"며 말을 잇지 못하고 오열했다. 바다의 한 측근은 "서울 삼성동 자택에서 거의 정신을 잃고 쓰러졌다. 어제까지 통화하는 모습을 봤는데 충격이 클 것이다. 이은주씨와 가끔 같이 만났는데 불안해 하는 모습도 보였다"며 안타까워했다고 전했다.
바다는 이미 계획 되어 있던 몇몇 인터뷰를 전격 취소한 데 이어 3일장 기간 동안 남은 일정까지 모두 취소했다. 22일 이은주의 사망 소식이 알려지자 바다는 제일 먼저 빈소를 찾아 이은주의 어머니를 살뜰이 챙기고, 영정사진을 보고 정신을 잠시 잃은 이은주의 어머니를 부축하기도 했다. 그녀는 23일 새벽까지 빈소에 머물다가 자신의 귀 통증으로 병원에 들른 후 낮에 빈소를 다시 찾았다. 바다는 병원에서 `눈물 콧물을 흘리고 너무 많이 울어 귀에서도 고름이 나온다'는 진단을 받을 정도로 중이염을 심하게 앓게 됐다.
그녀는 이은주를 잃은 이후 솔로 2집은 물론 공식 활동을 일체 중단한 채 어려운 이웃 돕기에 열중했다. 당초 발표할 예정이었던 디지털 싱글 앨범 제작도 취소시키고, 한 보석 회사의 CF지면 촬영에도 참여하지 않았다. 평소 봉사단체 `사랑나누리`에서 활동해 온 바다는 아제르바이잔으로 출국해 구호활동을 펼쳤다. 측근은 "바다가 최근 중이염으로 통원 치료를 받는 등 건강 상태가 좋지 않지만 봉사 활동 참여 의사가 강해 아제르바이잔으로 떠나기로 했다"고 밝혔다.
그녀는 2005년 10월 애니콜 뮤직캐스트에서 인터넷 라디오 "music in the sea"를 진행했으며, 일본에서 머물며 쇼케이스를 가지기도 하며 지친 몸과 마음을 재충전하는 기간을 가졌다.

### 2006년: 정규 3집Made in Sea
2005년 10월 모두 엔터테인먼트(ELS)와 결별 후 지인 엔터테인먼트로 이적한 바다는 2.5집(리메이크 앨범) 준비에 들어갔다. 하지만 무슨 사정인지 3집으로 노선이 변경되었다. 그녀의 세 번째 정규앨범 《Made in Sea》는 2006년 1월 20일 발매됐다. 3집 앨범도 역시 쇼케이스를 통해 활동을 시작했다. 1집은 미국에서, 2집은 일본에서 음악성 위주로 작업했던 그녀는 3집에서는 보다 대중에게 가까이 다가가고자 편안한 느낌의 대중적인 곡들을 선택했다. 이번에도 작사에 참여하여 곡의 감성을 실었고, 앨범 제작에는 가수 란의 "어쩌다가"를 작곡한 이한민, 일본의 작곡가 Yamadori 등 국내외 다수의 작곡가가 참여했으며 앨범 프로듀싱은 바다와 이한민이 공동으로 진행했다.
기동전사 건담 SEED의 엔딩곡을 리메이크한 타이틀 곡인 "Find the way"는 일본 가수 나카시마 미카의 곡을 커버하면서, 소리를 질러대는 것도 아니고 화려한 바이브레이션을 자랑하지도 않는, 그저 침착하고 정적인 곡이다. 이 노래를 통해 작사가 바다의 모습과 함께, 그녀의 새로운 모습을 보여줬다. 그녀는 과감하게 화장도 지웠으며 부클릿에 담긴 의상 코디도 꽤 일상적이었다.
한편 "Find the way" 뮤직비디오에는 S.E.S. 전 멤버인 유진, 슈가 참여하여 멤버들간에 끈끈한 우정을 과시했다. 3년 만에 S.E.S. 멤버 전원이 한 자리 모여 뮤직비디오를 촬영해 화제가 됐다.
그녀는 성숙해진 면모를 드러내기 위해 장혜진의 '내게로'와 이상은의 '사랑할 거야'를 리메이크 곡으로 낙점했다.

#### 리패키지 앨범 발매
'Find the Way'에서 보여주었던 차분하고 편안한 모습과 달리, 리패키지앨범을 발매함과 동시에 펑키한 리듬의 후속곡 'V.I.P'을 선보이며 각종 댄스차트의 상위권을 차지하면서(2006년 싸이월드 댄스곡 2위, 인기가요 Take 7). 솔로 가수로서 성공했다는 평을 받게 됐다. 그녀는 후속곡에서 파워풀한 안무와 댄디한 의상으로 'Find the Way' 와는 또 다른 모습을 보여줬다.
그녀는 이 곡으로 드디어 대중들에게 "솔로가수 바다"를 인식시켰으며, 많은 오락프로그램에 출연함과 동시에 노메이크업 컨셉을 선보였다. 이 곡으로 건강한 이미지를 확고히 굳힌 바다는 각종 대학축제에 초대됐으며, 마침 2006년 월드컵과 월드 베이스볼 클래식시즌을 통해 카리스마있는 무대를 선보일 기회가 많았다.

#### S.E.S. 재결합설
바다가 3집 활동을 시작할 즈음, S.E.S.의 재결합설이 터져나왔다.
S.E.S.는 해체 3년 만에 데뷔 8주년 공식 팬미팅을 가져 오랜만에 함께 노래를 부르며 S.E.S의 오랜 팬들을 위한 시간을 마련하기도 했으며, 3집 발매 몇달 전 가졌던 'Mnet KM 뮤직비디오 페스티벌'에서 PD선정 특별상을 S.E.S.의 이름으로 수상하며 공연을 가지기도 했다.
사실 god와 핑클, 베이비복스 등이 '해체'라고 말하지 않지만, 오히려 S.E.S.는 공식적으로 해체를 했지만 현재 활동하는 그 어느 그룹보다 더 자주 모이고 있다. 이들은 언제든 다시 뭉칠 준비가 되어 있다.
바다는 "다시 뭉치기 위해 해체한 것"이라고 말했고, 유진도 "해체할 때 이미 재결합을 염두에 두고 있었다"고 말했다. 슈도 "다시 뭉쳐 활동하고 싶다."고 했다.
그러나 재결합은 아직 현실적으로 많은 어려움이 있다. 혹 이들이 다시 재결성한다 해도 한창때의 S.E.S.처럼 활동하지는 않을 것으로 보인다. 바다는 "예전과 같이 하는 게 아니라 디지털 싱글 등으로 한시적인 활동을 할 것이다."고 말했다.

### 2006년: 싱글 1집Start
첫 싱글앨범 《Start》는 2006년 11월 16일 발매됐다. 2006년 3집으로 많은 사랑을 받은 바다는 그 사랑을 팬들에게 보답하고자 그녀의 솔로 데뷔 첫 싱글 앨범을 발표했다.
싱글 1집은 기존에 보여주었던 발라드와 댄스음악이 아닌 펑크락으로의 음악적 도전을 시도했다. 타이틀곡 "고고고(Go Go Go)"는 경쾌한 펑크락 스타일의 곡으로 밝고 경쾌한 느낌의 노래와 가사로 새로운 꿈과 희망을 찾아 떠나 나의 행복을 찾는 메시지를 담고 있다. 또한 이 곡은 수능 시험일에 발매가 되어 수능을 보고 난 고3 학생을 위한 곡이라 하여 "고쓰리"로 불리기도 했다.
그녀는 중국에서 열리기로 한 대규모 공연이 취소되자, 기자회견장에서 즉석으로 노래를 불러 화제가 되기도 했으며, 2007년 민선 4기 서울시 홍보대사로 위촉됐다. 또한 이 활동부터 바다의 소속사가 "지인엔터테인먼트"에서 "라이몬엔터테인먼트"로 바뀌게 됐다.

### 2007년: 싱글 2집Queen
두 번째 싱글 《Queen》은 2007년 7월 27일 발매됐다. 이번 싱글은 발매 전부터 '럭빈'(럭셔리+빈티지)이라는 새로운 컨셉트로, 80년대 복고풍 '아줌마 파마' 패션으로 화제를 모았다. 그녀는 MBC TV '쇼! 음악중심'으로 1년 만에 컴백했다.
이번 싱글 앨범은 바다가 S.E.S.를 떠난 후 2003년부터 보여줬던 듣기 흥겨운 팝에서 크게 벗어나지 않았을뿐더러 오히려 콘셉트를 확실히 드러냈다. 'Queen'은 80~90년대 디스코 리듬과 미래지향적 음악의 느낌을 적절히 섞은 노래로 흥겨우면서 복고적인 음색이 풍부하게 담겨있으면서 간간이 70년대를 연상시키는 음향이 뚜렷하다. 바다는 복고적인 안무 블링블링(반짝반짝), 찌르기 춤을 선보였다. 바다는 2집 싱글 퀸으로 활동 중이던 2007년 8월 '2012 여수세계박람회'와 '해양수산부' 업무를 홍보할 '바다사랑 홍보대사'로 위촉되었다.

### 2007년: 뮤지컬 텔미 온 어 선데이
9월에는 모노 뮤지컬인‘텔미온 어 선데이’(Tell me on a Sunday)를 위해 복더위 속에서 연습에 매진했고 이를 위해 싱글 2집의 활동을 중단했다. 바다는 이 뮤지컬에서 언더그라운드 가수로 출연, 홀로 보컬과 대사를 전부 혼자 맡아냈다.
또한 그녀는 '노트르담 드 파리'의 오리지널 공연을 보고 배역에 대한 매력을 느끼던 차에 한국어버전의 오디션을 진행한다는 소식을 접해, 장르를 망라하여 총 1,500여 명 이상이 지원한 오디션에 한국 내에서 인지도 등의 사전 정보 없이 가창력과 곡 소화력등의 실력만으로 5차의 치열한 심사 기간을 거쳐, 특별심사에서도 가창력으로 호평을 받으며 프랑스 NDP 프로덕션 제작팀으로부터 최종 합격 판정을 받고 이듬해인 2008년 초에 '노트르담 드 파리'로 왕성한 뮤지컬 활동을 펼쳤다.
'노트르담 드 파리'의 에스메랄다 역으로 왕성한 활동을 펼쳤던 그녀는, 같은 해인 2008년에 제 2회 뮤지컬 어워즈에서 "인기상"을 수상했으며, 같은해 연말에는 영화로 선풍적인 인기를 몰았던 "미녀는 괴로워"의 주인공인 강한별 역을 맡아서 뚱녀 역할과 미녀 역할을 번갈아 가며 공연을 했고 그녀만의 독특한 창법으로 'Maria', '별' 등을 재탄생시켰다. 그녀는 이듬해 2009년 4월에 제 3회 뮤지컬 어워즈에서 '미녀는 괴로워'의 강한별 역으로 많은 대 선배들의 경쟁을 뚫고 "여우 주연상"을 꿰차는 쾌거를 이루어냈다.
이후 뮤지컬 활동을 잠시 중단한 그녀는 Green Heart 바자회, 2009 희망 TV 대한민국이 떴다!! 등을 통해 바자회나 봉사활동에도 적극적으로 참여했으며, 2009년 여름을 목표로 정규 4집 음반 작업에 매진하게 됐다. 뮤지컬 배우 활동 당시의 소속사는 PL엔터테인먼트였으며 앞으로도 뮤지컬 배우로 활동 할 시에는 계속해서 PL엔터테인먼트와 함께 한다고 한다. 4집 활동부터의 소속사는 3집의 프로듀싱을 도왔던 이한민 대표의 회사인 "FrogMusik 엔터테인먼트"로 소속사를 옮겨 현재까지도 소속되어 있다.

### 2009년: 정규 4집바다를 바라보다...
그녀의 네 번째 정규앨범 《바다를 바라보다...》는 2009년 8월 11일 발매됐다. 2006년 3집 "Made in Sea" 이후, 가수로써의 활동보다는 뮤지컬 배우로 진출해 '노트르담 드 파리' '미녀는 괴로워'를 빅히트시키며 일약 뮤지컬계의 블루칩으로 급부상한 바다는 "2009 뮤지컬 어워즈"의 여우주연상을 거머쥐었고 그 후 다시 가수의 모습으로 팬들 곁으로 돌아왔다.
4집 앨범 [바다를 바라보다...]는 가요계의 몇 안되는 정상급 가수로서의 바다 자신을 바라보는 의미이기도 하며, 대중의 입장에서 가수 바다의 음악을 바라본다는 내용을 담고 있다. 앨범은 80, 90년대 전 세계를 강타한 SYNTH POP 사운드에 현대적인 일렉트로닉 사운드를 가미해 완성, 현 가요계를 점령한 복고사운드에 마침표를 찍는 의미로 이전과는 색다른 바다만의 음악스타일로 재해석됐다. 대중성을 앨범 전반에 녹여냈으며, SYNTH POP 특유의 세련미와 바다 그녀만의 음악성으로 중무장하여 누구에게나 강하게 어필할 수 있는 음악들이 주를 이룬다.
폭발적인 가창력으로 포문을 여는 "Yes I'm In Love"는 2PM 택연과의 피쳐링이 더욱 힘을 실어 주었으며 화려한 편곡과 독특한 구성이 돋보이는 "MAD"는 신예 언터쳐블의 피쳐링으로 신선함을 더했다. 그리고 80년대 POP음악 사운드가 연상되는 "딜레마" "Dance Mission"등의 수록곡은 4집의 모토인 SYNTH POP 사운드를 표현하기에 부족함이 없다. 또한 그동안 시도하지 않았던 바다의 또 다른 매력을 감상해 볼 수 있는 감성적인 발라드 트랙 "여자는 울고" 와 "웃어라, 캔디야"등은 이 앨범의 백미라 할 수 있다. 음반으로만 만날 수 있는 S.E.S. 멤버 유진과의 듀엣곡 "나요..."는 오랫동안 그들을 기다려온 많은 이들에게 큰 선물이 될 것이다. 한상원, 김세진, 김진환 등 가요계의 트랜디 메이커 작곡가들이 대거 참여하여 앨범의 완성도를 더했고 바다 역시 자신의 음악적인 역량을 아낌없이 보여준 앨범이다.
타이틀 곡은 "MAD"로 "암소음메", "암쏘맥", "암쏘메에에~"등 독특한 가사와 창법을 통해 많은 유행어를 만들어 냈으며, 특히 격렬한 춤을 추면서도 마치 CD를 그대로 틀어 놓은 듯한 느낌을 줄 정도로 완벽하게 라이브를 소화하는 바다에 대한 팬과 네티즌들의 찬사가 이어졌었다. 후속곡으로는 "Yes I'm In Love"로 활동했으며, 활동 기간은 1~2주 정도로 그리 길지 않았으나 각종 TV 연예프로그램 (대결! 스타셰프, 무한도전 등)을 통해서 무대를 선보였다. 그 외에 잔잔한 발라드곡인 "여자는 울고"를 통해 잠시 활동을 이어가다가 연말인 12월 30일과 31일 양일에 바다 라이브 콘서트 (일명 "바라콘")를 성균관대학교 새천년홀에서 열었으며, 팬들을 위해 아낌없는 노래실력을 발휘했다.

### 2010년~2011년: 대학 졸업과 근황
2010년 2월 18일 바다 최성희는 단국대학교를 12년 만에 탤런트 고세원과 함께 졸업했다. 2011년에는 MBC 예능 프로그램 《무한도전》에서 진행하는 "서해안고속도로 가요제"에 참여하여, 고정멤버인 리쌍의 길와 함께 "바닷길"이라는 팀을 만들고, 〈나만 부를 수 있는 노래〉를 발표하였다.

### 2013년: 불후의 명곡과 뮤지컬 활동
어머니가 돌아가신 이후 잠정적으로 활동을 중단했던 바다는 제작진의 삼고초려 끝에 '불후의 명곡-전설을 노래하다'를 통해 오랜만에 브라운관 무대에 올랐다.
2013년 4월 1일 심수봉 특집을 시작으로 기량을 뽐내던 바다는 이승철 특집에서 '소녀시대(2013/06/01)'로 첫 우승을 차지하며 단숨에 불후의 명곡 대세로 등극했다. 완벽한 춤과 노래로 수준급의 퍼포먼스를 선보인 바다의 무대는 선후배 동료가수들과 대중들에게 신선한 충격을 안겨주었다.
원곡 가수인 이승철은 바다의 무대에 대해 "역시 내공은 못 속이는 것 같다. 뮤지컬로 단련된 라이브는 타의 추종을 불허한다", 동료가수인 문명진은 "걸그룹의 방향을 제시했다"고 평한 바 있다. 이 무대는 그 이후에도 엄청난 조회수를 기록했고, 약 일주일간 검색어 랭킹 상위권에 오르며 오래도록 회자되는 불후의 명곡 최고의 무대로 꼽힌다.
이후에도 조덕배 특집 '나의 옛날 이야기(2013/06/15)', 유호 특집 '카츄사의 노래(2013/07/27)', 전영록 특집 '불티(2013/08/31)', The Rival 특집 '미소를 띄우며 나를 보낸 그 모습처럼(2014/01/04 1주 우승)', 원조 걸그룹 특집 '커피 한 잔(2014/08/23)'으로 다양한 모습을 보여주며 우승을 차지해 다시 한 번 가수 바다의 가치를 재확인 시켰다.

### 2013년: 뮤지컬 스칼렛 펌퍼넬
이와 동시에 바다는 뮤지컬 <스칼렛 핌퍼넬>을 통해 오랜만에 뮤지컬 활동에도 복귀했다. 프랑스의 대표 가수이자 퍼시만을 사랑하는 여주인공 마그리트 역할을 맡아 특유의 사랑스러움과 애절한 감정연기로 호평을 받았다.

### 2013년: 뮤지컬 노트르담 드 파리
이후 뮤지컬 <노트르담 드 파리> 3연으로 본인에게 신인상과 인기상을 안겨주었던 에스메랄다 역할을 다시 한번 맡아, 엄청난 흥행돌풍(인터파크 집계결과 2013년 총 티켓판매 순위 2위 기록)과 함께 에스메랄다 그 자체라는 평가를 받았다.

### 2013년: 뮤지컬 카르멘
오랫동안 기다린 뮤지컬 팬들에게 보상이라도 하는듯, 뮤지컬 <카르멘>에 잇따라 캐스팅되어 자유롭고 치명적인 여인 카르멘의 매력을 뽐내었다. 김동연 연출은 "카르멘이라는 역할을 떠올렸을 때 제일 먼저 떠오른 게 바다였다"며 대체할 수 없는 뮤지컬배우 바다만의 확고한 영역을 확인시켰고, 바다는 이 작품에서 자신의 특기인 열정적인 춤과 노래로 다시 한 번 뮤지컬 계에서의 입지를 분명히 했다.
불후의 명곡과 뮤지컬 활동을 마친 바다는 5년 간의 공백을 깨고 솔로앨범을 발표할 계획이었으나, 세월호 사건으로 큰 아픔을 겪은 국민적 정서를 고려해 아쉽게도 연기되었다. 최근 바다는 뮤지컬 배우 정성화와 함께 하는 뮤지컬 콘서트, 폴포츠와 함께 하는 콘서트 등 활발한 공연과 '스타킹 뮤지컬킹', '패션왕 코리아 시즌2', '불후의 명곡' 등의 방송활동을 하고있다.

### 2014년: 무한도전 토요일 토요일은 가수다
뮤지컬 활동에 주력하던 바다가 우연찮은 기회에 MBC 무한도전 토토가 특집에 참여하게 된다. 90년대에 활동했던 전설의 가수들을 모아 당시의 영광을 재현하는 이 프로그램에서 S.E.S.의 멤버 슈와 (임신한 유진을 대신한) 소녀시대 서현과 함께 출연하며 활동당시의 목소리와 외모를 그대로 간직한 냉동인간, 냉동성대의 모습으로 'I'm your girl' , '너를 사랑해' 무대를 완벽소화해 대한민국 90년대 열풍의 주인공이 된다. 특히 바다가 S.E.S.의 무대를 끝마치고 내려와 데뷔 때부터 한결같이 응원해준 팬들의 플랜카드를 보고 눈물을 흘리는 장면은 시청률이 30%에 육박하며 최고의 시청률 장면으로 선정되기도 했다. 이 방송의 파장이 어마어마해 각종 공연 및 프로그램의 섭외 1순위로 떠오르며 왕성한 활동을 이어가고 있다.

### 2014년: Winter Ballad Single '아까워'
뮤지컬 '바람과 함께 사라지다'를 준비하던 바다는 가수활동에 목말라 있는 팬들을 위해 2014년 12월 19일 Winter Ballad Single 《아까워》를 발매했다. 그간 앨범이나 방송을 통해 파워풀하고 열정적인 무대를 주로 선보였다면 '아까워'는 담담하게 독백하듯 부른 발라드 곡, 무엇보다 이 앨범은 바다의 자작곡으로 그녀의 싱어송라이터로서의 가능성을 보여주는 계기가 됐다. 뮤지컬에 주력하고 있던 시기라 음악방송 및 홍보활동은 전무했지만 '두시탈출 컬투쇼', '최화정의 파워타임' 등에 출연해 빈틈없는 라이브를 선보이며 댄스뿐만 아니라 발라드도 훌륭히 소화하는 가수 바다의 가능성과 다양성, 지속성을 다시 한 번 입증시켰다.

### 2015년: 뮤지컬 '바람과 함께 사라지다'
바다는 아시아 최초로 초연되는 프랑스 뮤지컬 '바람과 함께 사라지다'의 여주인공 스칼렛 오하라 역할을 맡아 다시 한번 뮤지컬 디바로서의 입지를 입증시켰다. 인터뷰에서 여러차례 스칼렛 오하라 역할을 맡고 싶다고 말했던 바다는 그 꿈을 이루게 되자 그 어느때보다 열성적인 태도로 뮤지컬에 집중했다. 스칼렛 오하라의 성장기를 다룬 이 작품에서 그녀가 차지하는 비중은 어마어마했으며 거의 원캐스팅에 가까운 회차를 성공적으로 소화했다. 영화만 해도 장장 4시간에 이르는 원작의 분량이 워낙 방대해 무대로 옮기는 과정에서 개연성이 부족하다는 지적을 받기도 했지만 바다의 연기력과 가창력만큼은 최고의 찬사를 받으며, 예술의전당 오페라극장이라는 국내에서 손꼽히는 대극장에서 비수기인 연초에 평균 객석점유율 70%를 달성, 흥행면에서도 좋은 성과를 낼 수 있었다. 서울 공연을 마치고 지방에서도 공연 제의가 쏟아져 부산, 인천, 진주, 대구 등의 지방공연 일정이 확정되었고 중국에서도 공연하고 싶다는 의사를 전달해와 구체적인 방법과 시기를 논의 중이라고 한다.

### 2015년: 조PD 'Candy' 피쳐링
오랜만에 새앨범을 선보이는 조pd를 지원사격하기 위해 바다가 투입됐다. 타이틀곡 "Candy"는 현 시대 사회인들의 인생사를 격려하는 주제를 다루고 있으며, SM 엔터테인먼트 소속 작곡가인 디즈가 프로듀싱을 맡아 소울펑키디스코의 오리지널에 초점을 두고 작업됐다. 희망적인 메시지를 담고 있는 곡에 바다 특유의 맑고 예쁘지만 파워풀한 보컬이 매우 잘 어울린다는 평으로, 한 라디오에 출연한 조pd는 바다와의 녹음과정에 대해 요구하는 대로 다 해내니 굉장히 재밌고 수월한 작업이었다. 녹음시간도 4시간 밖에 걸리지 않았다며 바다를 극찬했고, 특히 바다는 뮤직비디오 참여와 피쳐링 활동에 대해 즐거운 작업이었던 걸로 만족한다며 조pd 측의 개런티 제의를 거부해 통큰 디바로서의 면모를 보여줬다.
뮤지컬 '바람과 함께 사라지다' 지방공연과 콘서트, 해외일정 등으로 바쁜 와중에도 조pd의 프로모션 활동을 돕기위해 쇼! 챔피언, 더쇼, 유희열의 스케치북, 열린음악회 등 음악방송 활동까지 틈틈이 소화하며 멋진 무대를 선보이고 있다.

### 2016년: 중국 마이왕정빠 출연
중국 화남지역 최대의 공중파 방송사인 광동방송의 초청으로 중국과 아시아의 실력파 가수들과 경연을 펼치는 ‘마이왕정빠’에 한국 여성 가수 최초로 초청되어 출연하였다. 12월 26일 방송된 첫 라운드에서 바다는 중국의 유명 가수 이극근의 히트곡 '붉은 태양'을 광동어로 완벽하게 소화해 심사위원과 방청객들의 높은 점수를 받아 본선 최종 9인에 올랐다. 2016년 1월 2일 방송된 <마이왕정빠> 결선 2라운드에서 중국 유명가수 겸 배우였던 매염방의 원곡 ‘석양지가’를 불러 최종 6인에 안착했다.
- 2003년 화장품 브랜드 맥(MAC) 아시아 홍보대사 발탁 및 "바다" 제품 출시
- 2004년 애니메이션 하울의 움직이는 성 더빙 참여
- 2005년 대한적십자 100주년기념 사랑의 김장담그기 홍보도우미 활동
- 2005년 국제 구호단체 월드비전 아제르바이잔 봉사요원 발탁
- 2006년 스타패션브랜드 T.I STORY 브랜드몰 오픈(With 이선진, 이재원)
- 2006년 첫 단독 콘서트 Showman aLIVE 개최(서울, 부산)
- 2009년 서울시 수돗물 아리수(Arisoo) CF출연 관련영상
- 2009년 콘서트 - 바라콘 (바다 라이브 콘서트) 개최

## 음악 스타일
솔로 1집때의 S.E.S.의 연장선상에 있던 곡들에서부터 최근에 선보였던 펑크록과 복고풍 댄스곡까지 그녀의 음악의 폭은 매우 넓다. 한 기사에서 그녀는 지금은 지금 나이 때에 보여줄 수 있고 할 수 있는 그런 음악을 하고, 나중에 나이가 들어서는 좀 더 부드러운 음악을 하겠다는 것이 그녀의 목표이자 포부라고 밝혔다.

## 패션 감각
평소 노래뿐 아니라 의상에 관심이 많은 바다는 3집 활동을 통해 '2007 한국 모델상 시상식', '2007 제5회 LOREAL COLOUR TROPHY' 등에서 상을 수상하며 그 감각을 인정받았다. 그녀는 패션쇼에 여러번 오르기도 했으며, 자신의 이름을 내건 의류 브랜드 T.I. Story를 론칭하기도 하였다.

## 자선 활동
바다는 솔로 데뷔 준비를 하면서 그동안 해오던 '사랑 나누리' 행사에 참여했다. 독실한 가톨릭 신자인 바다는 S.E.S. 데뷔 시절부터 틈나는 대로 고아원 양로원들을 찾아다니며 위문공연을 했으며, 솔로 데뷔와 소속사 이적 문제로 공백이 생기자 성당에서 주관하는 선행을 하며 마음을 가다듬었다. 현재도 그녀는 틈만 나면 이웃을 위한 자선활동에 헌신하고 있다. 앞으로도 그녀의 개인적인 꿈은 '멋지게 성공해서 자선사업을 하며 사는 것'이라고 밝혔다.

## 방송출연
- 2000년 KBS2 《TV는 사랑을 싣고》 283회 (2000.01.14)
- 2004년 MBC 《공감토크쇼 놀러와》 23회 (2004.10.30)
- 2006년 MBC 《공감토크쇼 놀러와》 87회, 109회, 122회 (2006.02.24, 2006.08.25, 2006.12.08)
- 2009년 MBC 《세바퀴》 23회 (2009.09.12)
- 2009년 올'리브 《리빙뷰티 - 유진의 메이크업 다이어리 2》 (2009.10.24)
- 2009년 MBC 《공감토크쇼 놀러와》 266회 (2009.10.26)
- 2009년 MBC 《무한도전》 177회 (2009.10.31)
- 2010년 SBS 《강심장》 13회, 14회 (2010.01.05, 2010.01.12)
- 2010년 MBC 《무한도전》 190회 (2010.01.30)
- 2010년 MBC 《공감토크쇼 놀러와》 305회 (2010.09.06)
- 2011년 MBC 《무한도전》 - 247회, 248회, 253회 ~ 256회 <서해안고속도로 가요제> (2011.04.30, 2011.05.07, 2011.06.11 ~ 2011.07.02)
- 2011년 KBS2 《뮤직뱅크》 621회 (2011.09.23)
- 2011년 KBS2 《낭독의 발견》 370회 (2011.09.29)
- 2011년 MBC 《세바퀴》 123회 (2011.10.01)
- 2012년 MBC MUSIC 《음악의 시대》 (2012.02.01)
- 2012년 KBS Joy 《글로벌 슈퍼 아이돌》 - 심사위원 (2012.05.17 ~ 2012.08.09)
- 2012년 MBC 《황금어장 라디오스타》 284회 (2012.06.13)
- 2012년 tvN 《SNL 코리아 (시즌 2)》 7회 (2012.07.07)
- 2012년 SBS 《여행의 기술》 5회 (2012.09.28)
- 2013년 KBS2 《불후의 명곡 - 전설을 노래하다》 97회, 98회, 99회, 111회, 102회, 103회, 105회, 106회, 107회, 108회, 109회, 112회, 113회, 115회, 116회, 117회 (2013.04.20, 2013.04.27, 2013.05.04, 2013.05.25, 2013.06.01, 2013.06.15, 2013.06.22, 2013.06.29, 2013.07.06, 2013.07.13, 2013.07.27, 2013.08.03, 2013.08.10, 2013.08.24, 2013.08.31, 2013.09.07)
- 2013년 tvN 《환상속의 그대》 2회 (2013.07.10)
- 2013년 SBS 《일요일이 좋다 - 맨발의 친구들》 26회 (2013.10.13)
- 2014년 KBS2 《불후의 명곡 - 전설을 노래하다》 134회, 135회, 137회, 140회, 143회, 146회, 153회, 161회, 162회, 165회, 167회, 176회, 177회 (2014.01.04, 2014.01.11, 2014.01.25, 2014.02.15, 2014.03.08, 2014.03.29, 2014.06.21, 2014.08.16, 2014.08.23, 2014.09.13, 2014.10.04, 2014.12.06, 2014.12.13)
- 2014년 KBS2 《가족의 품격 풀하우스》 86회 (2014.11.19)
- 2014년 MBC 《황금어장 라디오스타》 405회 (2014.12.17)
- 2014년 MBC 《무한도전》 403회, 409회, 410회, 411회 <토요일! 토요일은 가수다> (2014.11.08, 2014.12.20, 2014.12.27, 2015.01.03)
- 2015년 KBS2 《유희열의 스케치북》 266회 (2015.03.20)
- 2015년 KBS2 《불후의 명곡 - 전설을 노래하다》 198회, 205회, 214회, 215회, 216회, 217회, 226회 (2015.05.09, 2015.06.27, 2015.08.29, 2015.09.05, 2015.09.12, 2015.09.19, 2015.11.21)
- 2015년 JTBC 《마녀사냥》 98회 (2015.06.26)
- 2015년 KBS2 《대국민 토크쇼 안녕하세요》 234회 (2015.07.20)
- 2015년 sky Peypark 《스타 펫 트래블 바다 in UK》
- 2016년 MBC 《듀엣가요제》 10 ~ 12회, 18회 (2016.06.10 ~ 2016.06.24, 2016.08.05)
- 2016년 KBS2 《해피투게더 시즌3》 453회 (2016.06.16)
- 2016년 KBS2 《뮤직뱅크》 848회 (2016.08.05)
- 2016년 MBC 《쇼! 음악중심》 516회 (2016.08.06)
- 2016년 SBS 《SBS 인기가요》 875회 (2016.08.07)
- 2016년 SBS 《일요일이 좋다》 - <판타스틱 듀오> 17회, 18회, 23회, 24회 (2016.08.07, 2016.08.14, 2016.09.18, 2016.09.25)
- 2016년 MBC MUSIC, MBC every1 《쇼 챔피언》 197회 (2016.08.10)
- 2016년 SBS 《일요일이 좋다》 - <런닝맨> 312회 (2016.08.14)
- 2016년 네이버 TV 《개이득 : 연예인 중고나라 체험기》 (2016.09.29)
- 2016년 JTBC 《팬텀싱어》 (2016.11.11 ~ 2017.01.27)
- 2016년 SBS 《2016 희망TV SBS - 희망노래방 부기부기》 (2016.11.18)
- 2016년 MBC 미스터리 음악쇼 복면가왕 - 나의 사랑 나의 신부 < 참가자 >
- 2017년 엠넷 《아이돌학교》
- 2018년 JTBC 《히든싱어》게스트
- 2019년 JTBC 《아는 형님》게스트
- 2021년 SBS 《골 때리는 그녀들》
- 2022년 SBS 《골 때리는 외박》
- 2022년 MBC 《심야괴담회》 - 61회 게스트
- 2023년 JTBC 《아는 형님》게스트
- 2023년 MBC 《황금어장 라디오스타》 811회 (2023.04.05)
- 2024년 SBS 《강심장VS》11회
- 2024년 MBC 《황금어장 라디오스타》 863회 (2024.04.24)
- 2024년 KBS2 《지코의 아티스트》 4회 (2024.05.17)

## 출연 작품

### 뮤직 비디오
| 연도 | 앨범        | 앨범명             | 곡제목                       | 감독              |
| ---- | ----------- | ------------------ | ---------------------------- | ----------------- |
| 2003 | 1집         | A DAY OF RENEW     | Music                        | 다오코로 다케시   |
| 2003 | 1집         | A DAY OF RENEW     | Somehow Somewhere            | 문창원            |
| 2004 | 2집         | Aurora/Happy Face  | 오로라(Aurora)               | 윤홍승            |
| 2004 | 2집         | Aurora/Happy Face  | Eyes                         |                   |
| 2006 | 3집         | Made In Sea        | Find The Way                 | 튜브픽쳐스 영상팀 |
| 2006 | 3집         | Made In Sea        | V.I.P.(Volume Instead Pause) |                   |
| 2006 | 싱글 1집    | Start              | 고고고(Go Go Go)             | 피터바닐라        |
| 2007 | 싱글 2집    | Queen              | Queen(V.I.P. 2)              | 피터바닐라        |
| 2009 | 4집         | 바다를 바라보다... | MAD                          | 홍원기            |
| 2011 | 디지털 싱글 | 나와 같이          | 나와 같이                    |                   |
| 2016 | EP          | FLOWER             | FLOWER                       | 비숍              |
| 2016 | EP          | FLOWER             | AMAZING                      | 비숍              |

### 콘서트
- 2006년 콘서트 《Showman aLIVE》 (삼성동 코엑스 컨벤션센터 2006.07.29)
- 2009년 콘서트 《바라콘 (바다 라이브 콘서트)》 (성균관대 새천년홀 2009.12.30 ~ 12.31)
- 2010년 콘서트 《Varacon 앵콜 콘서트》 (성균관대 새천년홀 2010.03.14)
- 2010년 콘서트 《Varacon X-MAS Specail》 (청담 Q-hall 2010.12.23 ~ 12.24)
- 2014년 콘서트 《바다&정성화 뮤지컬 콘서트 Alive show》 (수원실내체육관 2014.06.28)
- 2014년 콘서트 《폴포츠&바다 콘서트》 (인제하늘내린센터 대공연장 2014.09.20)
- 2015년 콘서트 《바다 단독콘서트 "The OCEAN" First Lady》 (블루스퀘어 삼성카드홀 2015.05.30 ~ 05.31)

### 뮤지컬
- 2003년 뮤지컬 《페퍼민트》 바다 역 (팝콘하우스 2003.09.19 ~ 10.23)
- 2007년 뮤지컬 《텔미 온어 선데이 Tell Me On A Sunday》 데니스 역 (두산아트센터 연강홀 2007.10.01 ~ 11.25)
- 2008년 뮤지컬 《노트르담 드 파리 Notre Dame de paris》 에스메랄다 역 (서울 세종문화회관 2008.01.18 ~ 02.28, 성남 아트센터 오페라홀 2008.03.15 ~ 04.19)
- 2008년 뮤지컬 《미녀는 괴로워》 강한별 역 (서울 충무아트홀 대극장 2008.11.27 ~ 2009.02.01)
- 2010년 뮤지컬 《브로드웨이 42번가 42nd Street》 페기 소여 역 (잠실 샤롯데씨어터 2010.09.29 ~ 11.21)
- 2010년 뮤지컬 《금발이 너무해 Legally Blonde The Musical》 엘 우즈 역 (삼성동 코엑스아티움 2010.11.19 ~ 2011.03.20)
- 2011년 뮤지컬 《미녀는 괴로워》 강한별 역 (일본 오사카 쇼치쿠좌 2011.10.08 ~ 2011.11.04)
- 2011년 뮤지컬 《미녀는 괴로워》 강한별 역 (서울 충무아트홀 대극장 2011.12.06 ~ 2012.02.05)
- 2012년 뮤지컬 《모차르트 Das Musical MOZART!》 콘스탄체 역 (세종문화회관 대극장 2012.07.10 ~ 2012.08.04)
- 2013년 뮤지컬 《스칼렛 핌퍼넬 The Scarlet Pimpernel》 마그리트 역 (LG 아트센터 2013.07.02 ~ 2013.09.08)
- 2013년 뮤지컬 《노트르담 드 파리 Notre Dame de paris》 에스메랄다 역 (블루스퀘어 삼성전자홀 2013.09.27 ~ 2013.11.17)
- 2013년 뮤지컬 《카르멘 Carmen》 카르멘 역 (LG 아트센터 2013.12.06 ~ 2014.02.23)
- 2015년 뮤지컬 《바람과 함께 사라지다》 스칼렛 오하라 역 (예술의 전당 오페라극장 2015.01.08 ~ 2015.02.15)
- 2015년 뮤지컬 《바람과 함께 사라지다》 스칼렛 오하라 역 (부산시민회관 대극장 2015.03.17 ~ 2015.03.22)
- 2015년 뮤지컬 《바람과 함께 사라지다》 스칼렛 오하라 역 (인천종합문화예술회관 대공연장 2015.04.03 ~ 2015.04.05)
- 2015년 뮤지컬 《바람과 함께 사라지다》 스칼렛 오하라 역 (경남문화예술회관 대공연장 2015.04.11 ~ 2015.04.12)
- 2015년 뮤지컬 《바람과 함께 사라지다》 스칼렛 오하라 역 (대구 계명아트센터 2015.04.17 ~ 2015.04.18)
- 2015년 뮤지컬 《바람과 함께 사라지다》 스칼렛 오하라 역 (샤롯데씨어터 2015.11.13 ~ 2016.01.31)
- 2016년 뮤지컬 《바람과 함께 사라지다》 스칼렛 오하라 역 (부산시민회관 대극장 2016.03.23 ~ 2016.03.27)
- 2016년 뮤지컬 《바람과 함께 사라지다》 스칼렛 오하라 역 (안산문화예술의전당 해돋이극장 2016.04.02 ~ 2016.04.03)

### 드라마
- 2012년 KBS2 《선녀가 필요해》 ... 조지나 역
- 2021년 SBS   《펜트하우스 2》... 박영란 역 (2회 특별출연)

### 영화
- 2004년 《하울의 움직이는 성》 ... 레티 한국어 더빙

### 라디오
- 2013년 EBS 《EBS 경청》 - 진행

## 발매 음반
- 정규 앨범 및 비정규 앨범
  - 2003년 1집 《A DAY OF RENEW》
  - 2004년 2집 《Aurora/Happy Face》
  - 2006년 3집 《Made In Sea》
  - 2006년 3집 Repackage 《Made In Sea Repackage Album(CD+DVD)》
  - 2006년 싱글 1집 〈Start〉
  - 2007년 싱글 2집 〈Queen〉
  - 2009년 4집 《바다를 바라보다...》
  - 2011년 디지털 싱글 〈나와 같이〉
  - 2014년 싱글 3집 (디지털 싱글) 〈아까워〉
  - 2016년 EP 《FLOWER》
  - 2016년 디지털 싱글 〈Summer Time〉
  - 2016년 SM STATION 〈Cosmic〉
  - 2019년  디지털 싱글 〈OFF THE RECORD〉
  - 2021년  디지털 싱글 〈제주도의 푸른밤〉
  - 2022년  디지털 싱글 〈국지성 호우 (Localized Heavy Rain)〉
  - 2023년  디지털 싱글 〈Not for sale this christmas〉
  - 2024년  디지털 싱글 〈핑@.@〉
- 참여 앨범
  - 2004년 《KBS 미안하다 사랑한다 OST》 - 하루가 지나고
  - 2004년 《Miracle Vol.2》 - My love, 당신은 사랑받기 위해 태어난 사람
  - 2004년 《2004 Christmas Story》 - Merry Christmas! I Love You
  - 2006년 《Go For The Final (2006 축구대표팀 응원 앨범)》 - 하나의 목소리, 하나의 숨결 (바다 & 신해철)
  - 2006년 《KBS 봄의 왈츠 OST》 - 무지개
  - 2006년 《KBS 소문난 칠공주 OST》 - 다시 시작 (메인 테마)
  - 2006년 《PBC 생활창작성가제》 - 꽃마음 별마음
  - 2008년 《뮤지컬 노트르담 드 파리 OST》 - 보헤미안, 새장 속에 갇힌 새
  - 2008년 《SBS 사랑해 OST》 - My destiny (바다 & 조규찬)
  - 2009년 《생명, 사랑해 기억해》 - 사랑한다는 말은
  - 2010년 《만화 원피스 극장판 Strong World OST》 - 세상 저 끝까지
  - 2010년 《KBS 제빵왕 김탁구 OST》 - 단 한사람 (신유경 테마)
  - 2011년 《MBC 무한도전 서해안고속도로 가요제》 - 나만 부를수 있는 노래 (바닷길 : 길 & 바다)
  - 2011년 《뮤지컬 미녀는 괴로워 OST - 일본 오사카 한정판》 한번 뿐인 인생, 마리아
  - 2011년 《MBC 천 번의 입맞춤 OST》 - Sweet My Love
  - 2012년 《tvN 유리가면 OST》 - 아프고 아프다
  - 2013년 《SBS 결혼의 여신 OST》 - Stay
  - 2017년 《KBS2 마녀의 법정 OST》 - 사랑했다고
- 피쳐링
  - 2002년 《비 1집 : n001》 - 너처럼
  - 2006년 《박명수 싱글앨범 : 롱다리》 - 롱다리
  - 2007년 《다이나믹 듀오 3집 : ENLIGHTEND》 - DREAM
  - 2008년 《윈디시티》 - Think About' Chu
  - 2010년 《슈 싱글 1집 : Devote One's Love》 - With Me
  - 2013년 《BT 9집 : A Song Across Wires》 - City Life
  - 2015년 《조pd : 황금알을 낳는 거위》 - Candy
- 기타
  - 2007년 《말레이시아 홍보곡》 - Your Enchanting Getaway 관련정보[깨진 링크(과거 내용 찾기)]

## 명예 홍보 대사 임명
| 연도   | 명예 홍보 대사 임명 내역                                |
| ------ | ------------------------------------------------------- |
| 2003년 | 해양수산부 홍보대사                                     |
| 2004년 | 서울 가톨릭 사회복지회 홍보대사                         |
| 2005년 | 사랑의 김치 릴레이 행사 홍보대사                        |
| 2004년 | 맥(MAC) '비비글램V' 아시아 홍보대사                     |
| 2006년 | 위.아.자 홍보대사                                       |
| 2007년 | 민선 4기 서울시 홍보대사                                |
| 2007년 | 2012 여수세계박람회와 해양수산부 업무 바다사랑 홍보대사 |
| 2007년 | 중국 청소년 발전기금회 희망 프로젝트 홍보대사           |
| 2008년 | 서해안 살리기 홍보대사 제 1호                           |
| 2014년 | 드림엔터 홍보대사                                       |
| 2015년 | 레일리스타 코리아 홍보대사                              |

## 광고 모델
| 연도   | 기업          | 브랜드           | 제품군           | 출처                                                           |
| ------ | ------------- | ---------------- | ---------------- | -------------------------------------------------------------- |
| 2003년 | 해양수산부    | -                | 공익광고         |                                                                |
| 2004년 | ELC           | 맥(MAC)          | 미용(화장품)     |                                                                |
| 2005년 | 예나트레이딩  | GIA              | 의류             | [ 23 ]                                                         |
| 2005년 | 클레오        |                  | 보석             | [ 24 ]                                                         |
| 2005년 | 버버리        | 버버리 골프      | 의류             | [ 25 ] [ 26 ]                                                  |
| 2005년 | 이탈리아 기업 | 빨라쪼 델 쁘레또 | 식품(아이스크림) |                                                                |
| 2006년 |               | T.I 스토리       | 의류             |                                                                |
| 2006년 |               | With Plus        | 미용(바디용품)   |                                                                |
| 2006년 | 엑센          | i-PASSION XO     | 가전(이어폰,USB) |                                                                |
| 2006년 |               | 코카롤리         | 의류             | [ 27 ] [ 28 ] [ 29 ] [ 30 ]                                    |
| 2007년 | 서울특별시    | 다산콜센터 120   | 공익광고         |                                                                |
| 2007년 | G마켓         | 스타샵           | 의류             |                                                                |
| 2009년 | 서울특별시    | 아리수           | 공익광고         |                                                                |
| 2016년 | 토소웅        | 물광마스크팩     | 미용(화장품)     | [ 31 ] [ 32 ] [ 33 ] [ 34 ] [ 35 ] [ 36 ] [ 37 ] [ 38 ] [ 39 ] |
| 2016년 | 몬테카를로    | -                | 의류(래쉬가드)   | [ 40 ]                                                         |

## 수상
| 연도   | 수상 내역 |
| ------ | --- |
| 2004년 | - 제9회 바다의 날 - 대통령 표창 수상 - 제21회 Korea Best Dresser시상식 - 가수 부문 베스트 드레서상 - 맥(M.A.C) 감사패                                                           |
| 2005년 | - KKC 월드 도그쇼 2005 리브져 킹 우수상 |
| 2006년 | - 고뉴스 네티즌 연예대상 여자가수상 - 제13회 대한민국 연예예술상 - 여자 댄스 부문 가수상 - 제4회 Korea Fashion World Awards - 가수 부문 여자 가수상                             |
| 2007년 | - 한국 모델상 시상식 - 인기 가수상 - 중국정부 희망프로젝트 - 10대 공익 스타 시상식 한국대표 공익 스타상 - 제5회 LOREAL COLOUR TROPHY - 로레알 디바상                            |
| 2008년 | - 제2회 더 뮤지컬 어워즈 - 여자 인기상 (노트르담 드 파리) - 제14회 한국 뮤지컬 대상 - 여우 신인상 (노트르담 드 파리) - 제14회 한국 뮤지컬 대상 - 인기 스타상 (노트르담 드 파리) |
| 2009년 | - 제3회 더 뮤지컬 어워즈 - 여우 주연상 (미녀는 괴로워) - 제 15회 한국 뮤지컬 대상 - 인기 스타상 (미녀는 괴로워)                                                                 |
| 2011년 | - 제6회 맨즈헬스 쿨가이 선발대회 - 최고의 가수상 |
| 2014년 | - 11월 17일 제6회 Seoul Success Awards - 뮤지컬 대상 |

### 참조주
1. ↑  2015년 8월 31일 18시 11분 / OSEN 뮤직톡톡 짜리몽땅, S.E.S-씨야가 보인다
2. ↑  2016년 3월 17일 / 중앙시사매거진 -스타 인터뷰- 원조 요정에서 아시아 ‘디바(Diva)’로 떠오른 가수 바다에서 바다 본인이 직접 언급
3. ↑  2014년 7월 12일 18시 36분 / 뉴스엔 / 하수정 기자 바다 "女아이돌 최초 뮤지컬 전향, 줄 잘탔다"(스타킹)
4. ↑  이의경, 김성의 기자 (2006년 10월 27일). “[연예기획] 안양·계원예고 스타탄생 양대산맥”. 일간스포츠. 2020년 8월 30일에 확인함.
5. ↑  한지윤 기자 (2010년 10월 6일). “바다 “이수만이 대학등록금 전액 지원했다”고백”. 뉴스엔.
6. ↑  유지영 기자 (2006년 2월 17일). ““바다가 제 노래 부르고 가수 됐대요.””. 해럴드 생생뉴스.
7. ↑  놀라운 과거! SES의 바다 홍경민, 우리는 원래 한팀!! 2000년 9월, 스포츠지 기사
8. ↑  “[기업공시] 삼양통상 ; 웅진닷컴 ; 동원금속 ; 한솔제지”. 한국경제. 2001-05-29. 2022-09-16에 확인함.
9. ↑  이방실 (2003-10-19). “웅진미디어, 초등생 영어학원 가맹점 모집”. 한국경제. 2022-09-16에 확인함.
10. ↑  문형민 (2003-04-28). “[대체]웅진닷컴, 웅진미디어에 5억출자”. 머니투데이. 2022-09-16에 확인함.
11. ↑  고세원은 14년 만의 졸업이었다.
12. ↑  2015년 12월 28일 09시 29분 / 한국경제TV / 유병철 기자 바다, 중국광동판 ‘나가수’ 한국 여가수 최초 출연
13. ↑  2015년 12월 28일 10시 01분 / 일간스포츠 / 김진석 기자[깨진 링크(과거 내용 찾기)] 바다, 中 광동판 '나는 가수다' 본선 9인까지 올라
14. ↑  2016년 1월 4일 09시 14분 / 스포츠경향 / 하경헌 기자 바다, 중국 광동판 ‘나는 가수다’에서 매염방 마지막 무대 완벽 재현
15. ↑  2007년 7월 17일 10시 28분 / 데일리안 /  바다, "S.E.S의 영광은 그만, 완전한 독립체이고 싶다"
16. ↑  2003년 10월 10일 12시 57분 / 중앙일보 섹시한 바다, 솔로 변신 과감한 노출 '눈에 확' 중 언급, 일본의 유명 CF 감독
17. ↑  2008년 3월 1일 14시 02분 / 데일리안 유오성, 이영훈 유작 ´뮤비´ 주인공 열연 중 언급
18. ↑  유명 뮤직비디오 감독으로 대중에게는 "창감독"으로 더 잘 알려져 있음
19. ↑  2005년 12월 22일 09시 32분 / 조이뉴스 24 S.E.S 3년만에 뭉쳤다! 바다 뮤비에 유진-슈 출연
20. ↑  2006년 11월 22일 11시 / 세계일보 한결같은 성실함, 가수 바다 이야기
21. ↑  피터바닐라 본인의 유튜브에 직접 언급
22. ↑  2009년 7월 13일 18시 27분 / 프라임경제 가수 바다, 홍원기 감독과 손잡는다
23. ↑  2004년 12월 18일 / Fashionbiz / 이성훈 기자 「GIA」 ’05년에는 바다와…
24. ↑  2005년 3월 29일 11시 07분 / 조이뉴스24[깨진 링크(과거 내용 찾기)] 바다, 쥬얼리 모델 지면광고 촬영
25. ↑  2005년 4월 18일 10시 36분 / 스타뉴스 / 김원겸 기자 바다, PGA 프로골퍼와 퍼팅대결
26. ↑  2005년 4월 18일 / 굿데이 바다, 영국 명품 버버리의 여인 돼
27. ↑  2006년 2월 9일 08시 05분 / 패션채널 보관됨 2007-11-24 - 웨이백 머신 ‘코카롤리’, 바다 뮤비 협찬
28. ↑  2006년 2월 14일 14시 53분 / 스타뉴스 / 김지연 기자 바다, 의류광고 쇄도..패션리더로 '인정'
29. ↑  2006년 2월 14일 17시 58분 47초 / 국제섬유신문뉴스 / 조수현 기자 '코카롤리' 날개 달았다
30. ↑  2006년 3월 13일 18시 15분 38초 / 국제섬유신문뉴스 / 조수현 기자 '코카롤리' 광고캠페인 독특
31. ↑  2016 토소웅 물광 마스크팩 모델 바다
32. ↑  2016년 1월 8일 09시 04분 / 스포츠동아 / 장경국 기자 가수 바다, 토소웅 물광마스크팩 모델 발탁
33. ↑  2016년 1월 8일 09시 06분 / 텐아시아 / 박수정 기자 바다, 물광 피부 비결로 화장품 모델 발탁
34. ↑  2016년 1월 8일 10시 04분 / 세계일보 / 추영준 기자 가수 바다, 토소웅화장품 마스크팩 모델 발탁
35. ↑  2016년 1월 8일 11시 55분 / 세계일보 / 김나영 기자 바다, 피부 비법으로 꼽은 마스크팩..'광고 모델까지 접수'
36. ↑  2016년 1월 8일 1월 8일 12시 / 파이낸셜뉴스 / 윤효진 기자 바다, 토소웅 물광 마스크팩 모델 발탁
37. ↑  2016년 1월 8일 12시 01분 / 전자신문 / 정수희 기자 바다, 물광 마스크팩 토소웅 모델 발탁 '한류 시너지 기대'
38. ↑  2016년 1월 8일 12시 04분 / 전자신문 / 민지영 기자 바다, 마스크팩 토소웅 광고 모델 발탁 'SNS보고 캐스팅'
39. ↑  1월 8일 12시 10분 / 헤럴드경제 / 김유진 기자[깨진 링크(과거 내용 찾기)] 바다, 물광 마스크팩 모델로 발탁.."꿀피부 비결? 1일 1팩"
40. ↑  2016년 5월 17일 14시 46분 / 전자신문 래쉬가드 브랜드, 몬테카를로 런칭 임박
41. ↑  서울신문 (2014년 11월 15일). “전병헌·이정현·주현미 등 '서울 석세스 대상'”. 서울신문.
42. ↑  최봉선 기자 (2014년 11월 18일). “미래제약, 제6회 `서울 석세스 대상` 수상”. 메디파나뉴스.
43. ↑  한준규 기자 (2014년 11월 18일). ““창조·혁신적 성과 이룬 여러분 모두가 석세스맨””. 서울신문.
44. ↑  바다 2014년 11월 17일 제6회 Seoul Success Awards 뮤지컬 대상 수상 영상 바다 공식 팬페이지 '칼리오페'